# Вехов, Сергей Иванович
Сергей Иванович Вехов (3 июля 1857 — 15 марта 1919) — заслуженный профессор, декан историко-филологического факультета, ректор Императорского Варшавского университета.

## Биография
Родился в Рославле Смоленской губернии. Среднее образование получил в Смоленской гимназии, где преподавателями древних языков были В. П. Басов и И. О. Гобза. В 1880 году окончил со степенью кандидата историко-филологический факультет Московского университета.
В феврале 1882 года Вехов был утверждён в должности помощника библиотекаря в библиотеке Московского университета; через 4 месяца, по рекомендации И. В. Цветаева, С. И. Вехов был переведён в Императорский Варшавский университет — исполняющим должность доцента по кафедре римской словесности. В 1888 году защитил магистерскую диссертацию и 15 октября 1888 года он был вновь назначен в библиотеку — Варшавского университета; назначен временно — на 6 месяцев, но по истечении этого срока министром народного просвещения утверждён в должности библиотекаря с оставлением в должности профессора университета. Много раз Вехов ездил в командировки за границу «для занятий в библиотеках с научной целью»; при этом он обстоятельно изучал постановку библиотечного дела в университетах Западной Европы. Кроме того он исполнял обязанности секретаря совета и более 5 лет был деканом историко-филологического факультета. 1 июня 1907 года Вехову было присвоено звание заслуженного профессора.
В мае 1911 года С. И. Вехов был назначен заместителем ректора, а в ноябре 1913 года он стал ректором Варшавского университета. В 1915 году на его долю выпал труд организации университета на новом месте в Ростове-на-Дону после эвакуации из Варшавы.
Умер от сыпного тифа в клинике профессора И. В. Завадского. В некрологе сообщалось: «Последние политические переживания России сильно отозвались на здоровье С. И. Вехова и подорвали его физические силы. Заразившись тифом во время поездки в Новочеркасск, С. И. Вехов не мог выдержать бурного течения болезни и скончался, не приходя в сознание». Похоронен был на Покровском кладбище 19 марта 1919 года.
Жена Вехова, Софья Дмитриевна умерла через год, — в 1920 году. У них было трое детей: Вера, Павел и Пётр.
Собранная Веховым библиотека была одной из лучших университетских библиотек в России; к 1914 году насчитывала 607 822 экземпляров книг. Однако при эвакуации университета в Ростов-на-Дону удалось вывезти 2 816 томов (1332 — рукописи и 1484 старопечатные книги).
С. И. Вехов был награждён орденами Св. Анны 1, 2, 3 степеней, Св. Станислава 1, 2 степеней, Св. Владимира 3, 4 степеней. Приказом Донского атамана П. Н. Краснова от 22 декабря 1918 года, за труды по эвакуации университета и организации его в Ростове, был награждён чином тайного советника.

## Научные труды
основные труды по специальности:
- Латинская комедия «Quero lus» // «Журнал Министерства Народного Просвещения». — 1881. — Кн. 5;
- Сочинение Цицерона о государстве (Де републица)// «Журнал Министерства Народного Просвещения». — 1881. — Кн. 9—11;
- Римская литература в век Августа // «Варшавские Университетские Известия». — 1883. — Кн. 3;
- Об источниках Г. Светония Транквилла в биографиях XII цезарей. — Варшава : Типография К. Ковалевского, 1888 (магистерская диссертация);
- Об исследовании источников древних исторических произведений // «Варшавские Университетские Известия». — 1888. — Кн. 3;
- К вопросу о сочинениях по истории Рима Гн. Луфидия Басса и Г. Плипия Старшего // «Варшавские Университетские Известия». — 1910. — Кн. 1;
- М. Порций Катон, как государственный деятель и писатель // «Варшавские Университетские Известия». — 1911. — Кн. 9; 1912. — Кн. 1, 2, 3, 5, 6;

труды по истории университета и библиотечной деятельности
- Библиотека Императорского Варшавского университета и ея новое здание. — Варшава, 1896;
- Библиотеки в древнем мире // «Варшавские Университетские Известия». — 1899. — Кн. 7;
- Варшавский университет и бывшая Варшавская Главная Школа. — СПб., 1908. — 28 с.;
- Краткий очерк библиотечного делопроизводства. — Киев, 1908.